# 유경 (성향질후)
유경(劉慶, ? ~ ?)은 전한 후기의 제후로, 평간경왕의 아들이다.

## 행적
신작 3년(기원전 59년), 성향후(成鄕侯)에 봉해졌다. 시호를 질이라 하였고, 작위는 아들 유패가 이었다.

## 출전
- 반고, 《한서》 권15하 왕자후표 下

| 선대 (첫 봉건) | 전한의 성향후 기원전 59년 7월 임신일 ~ ? | 후대 아들 성향절후 유패 |